# Франсуа III д’Орлеан-Лонгвиль, граф де Сен-Поль
Франсуа III д’Орлеан-Лонгвиль (1570 — 7 октября 1631, Шатонеф-сюр-Луар) — французский аристократ, граф де Сен-Поль (1601—1631) и 2-й герцог де Фронсак (1622—1631).

## Биография
Младший сын Леонора д’Орлеана-Лонгвиля (1540—1573), 6-го герцога де Лонгвиля (1551—1573), и Марии де Бурбон (1539—1601), герцогини де Эстутвиль и графини де Сен-Поль. Старший брат — Генрих I д'Орлеан-Лонгвиль (1568—1595), 7-й герцог де Лонгвиль.
Участник Религиозный войн во Франции. Губернатор Орлеана, Блуа и Тура.
В апреле 1601 года после смерти своей матери Марии де Бурбон Франсуа д’Орлеан-Лонгвиль унаследовал титул графа де Сен-Поль.
В 1622 году после смерти своего единственного сына Леонора Франсуа получил титул герцога де Фронсака.
В 1631 году после смерти бездетного Франсуа д’Орлеан-Лонгвиля титул графа де Сен-Поль унаследовал его племянник Генрих II де Лонгвиль (1595—1663), 8-й герцог де Лонгвиль.

## Семья и дети
Был женат с 1595 года на Анне де Комон (1574—1642), дочери Жоффруа де Комон, маркиза де Фронсак, и Луизы де Латрак. Дети:
- Леонор д’Орлеан-Лонгвиль (1605—1622), 1-й герцог де Фронсак (1608—1622), погиб во время осады королевской армией гугенотской крепости Монпелье.